# STS-130
|  | Denne artikel handler om en mission i rumfærge-programmet. For informationer om programmet se rumfærge-programmet. |
STS-130 (Space Transportation System-130) var rumfærgen Endeavours 24. rummission, den blev opsendt d. 8. februar 2010 klokken 10:14 dansk tid (4:14 a.m. EST lokal tid) og kom retur d. 21 februar 2010.
Missionen medbragte modulerne Tranquility (Node 3) og Cupola til Den Internationale Rumstation (ISS). Modulerne der blev koblet på ISS er permanente dele.
Tre rumvandringer blev udført for at fuldføre tilkoblingerne.

## Besætning
- George Zamka (kaptajn)
- Terry Virts (pilot) – første flyvning.
- Robert Behnken (1. missionsspecialist)
- Kathryn Hire (2. missionsspecialist)
- Nicholas Patrick (3. missionsspecialist)
- Stephen Robinson (4. missionsspecialist)

Astronauter med CAPCOM funktion
Astronauter med CAPCOM funktion; Rick Sturckow, Stephen Frick, Danny Olivas, Michael Massimino, Shannon Lucid, Robert Hanley, Hal Getzelman og Kathy Bolt.

## Missionen
Første opsendelsesforsøg d. 7. februar 2010 klokken 10:39 dansk tid, blev aflyst på grund af vejret ved Kennedy Space Center.
Endeavour blev opsendt fra Kennedy Space Center i Florida d. 8. februar 2010. Et stykke skumplast, på cirka 30 cm, faldt af 2 minutter efter opsendelse. NASA mener ikke at det har ramt rumfærgen, men undersøgelser på missionens anden dag skal opklare hvorvidt rumfærgen, især varmeskjoldet, har taget skade.
På missionens anden dag blev varmeskjoldet undersøgt for mulige skader, siden Columbia-ulykken er det en obligatorisk del af rumfærgeflyvningerne at undersøge varmeskjoldet. De endelige resultater af undersøgelserne foreligger dage senere.
Rumfærgen ankom til rumstationen på missionens tredje dag, sammenkoblingen fandt sted efter den sædvanlige Rendezvous Pitch Maneuver, under manøvren, der altid foretage af piloten, vendes rumfærgens underside mod rumstationen så rumstationens besætning kan fotografere varmeskjoldet på rumfærgens underside.
På fjerdedagen, dansk tid om natten, blev et af de anlæg der skal omdanne urin til drikkevand installeret. Besætningen overførte fragt mellem rumfærgen og rumstationen, der blev afholdt en mediekonference og besætningen fik også noget hviletid. Forberedelser til næste dags rumvandringer hvor de udvalgte astronauter skal overnatte i luftslusen, der indeholder ren ilt, for at rense blodomløbet for kvælstof og derved undgå dekompressionssyge.
Den første rumvandring blev udført på femte dagen af Robert Behnken og Nicholas Patrick der monterede Tranquility på Unity. Noget ammoniak sev ud fra et kølingssystem der skulle monteres, det skabte dog ikke problemer. Rumvandringen varede 6 timer og 32 minutter  .
På sjette dagen åbning af luger på Cupola og Tranquility. Det var tidligere blevet meddelt at yderligere undersøgelse af varmeskjoldet ikke var nødvendigt på sjettedagen .
Anden rumvandring blev udført den syvende dag igen af Robert Behnken og Nicholas Patrick. Diverse tilpasninger af Tranquility blev udført. Rumvandringen varede 5 timer og 54 minutter. Det blev meddelt at missionen forlænges med en dag .
Cupola blev flyttet til sin permanente placering på Tranquility af Terry Virts og Kathryn Hire der benyttede rumstationens robotarm til at udføre arbejdet. På missionens ottende dag blev der og flyttet fragt mellem rumfærge og rumstation .
Niende dag var en delvis hviledag og forberedelse til næste dags rumvandring .

Den sidste rumvandring på mission STS-130 blev udført på tiende dagen af Robert Behnken og Nicholas Patrick der satte kabler mm. på Tranquility. Beskyttelsesovertræk blev fjernet på Cupolas, så der var frit udsyn til Jorden. Rumvandringen varede 5 timer og 48 minutter. På alle tre rumvandringer har der været tekniske kommunikations problemer muligvis pga. en smule fugt i rumdragterne. Problemet opstod også under STS-129-missionen   .
- Tranquility modulet.
- Nicholas Patrick på 3. rumvandring.
- Udsigt fra Cupola.
- Præsident Obama taler med astronauterne.

Den ellevte var lavet om i forhold til den oprindeliglige tidsplan. Men dagen startede med et opkald fra Det Hvide Hus, Præsident Obama og børn fra forskellige stater stillede astronauterne spørgsmål..
På ellevte og tolvte dag blev der desuden flyttet fragt mellem rumfærge og rumstation. På tolvte dag mediekonference og lugen blev lukket mellem Endeavour og ISS efter rumfærgebesætningen var om bord. Forberedelser til næste dags frakobling og afsked med rumstationen.
Trettende dag blev rumfærgen Endeavour frakoblet rumstationen for at vende retur mod Jorden. på vej mod Jorden foretog besætningen de sidste undersøgelse af rumfærgens tilstand. Undervejs fik Endeavour en del mindre buler og ridser, NASA undersøgelser viste at der ikke er fare for katastrofale hændelser og at samme omstændigheder er set på tidligere flyvninger. Rumfærgen fik tilladelse til at lande natten mellem søndag og mandag (dansk tid), medmindre vejret forhindrer det .
Missionens fjortenende gik dag forberedelser til landing og der blev afholdt en mediekonference.
Mulige landings tidspunkter og steder d. 21 februar 2010 (15. dag):
- Kennedy Space Center – søndag 10.20 p.m. EST (mandag 4.20 dansk tid)
- Kennedy Space Center – søndag 11:55 p.m. (mandag 5.55 dansk tid)
- Edwards Air Force Base – mandag 1:25 a.m. (tirsdag 7.25 dansk tid)
- Edwards Air Force Base – mandag 3:00 a.m. (tirsdag 9.00 dansk tid)

NASAs meteorologer forventede først ikke at det blev muligt at lande på de ovennævnte tidspunkter .
Men Endeavour fik lov til at påbegynde forberedelser til genindtræden i atomsfæren (en: deorbit burn) kl. 3.15 og landede på Kennedy Space Center kl. 4.20 d. 22. februar 2010 (dansk tid).

### Tidsplan
Dag 11 blev indsat som ekstra dag under missionen  .
1. dag – Opsendelse fra KSC. 
2. dag – Undersøgelse af varmeskjold. 
3. dag – Ankomst og sammenkobling rumfærge/rumstation. 
4. dag – Udskiftning af vandsystem. 
5. dag – Første rumvandring: Robert Behnken og Nicholas Patrick monterer Tranquility på Unity. 
6. dag – Hvis der var behov for yderligere undersøgelse af varmeskjoldet udførtes dette. Åbning af luger på Cupola og Tranquility. 
7. dag – Anden rumvandring: Robert Behnken og Nicholas Patrick. Tilpasning af Tranquility.
8. dag – Vandsystem flyttes til Tranquility. Cupola flyttes.
9. dag – Tilpasning af Cupola og hviledag. 
10. dag – Tredje rumvandring: Robert Behnken og Nicholas Patrick. Tilpasning af Cupola og robot. 
11. dag – ekstra dag. Flytning at vandsystem mm. 
12. dag – Mediekonferencer. 
13. dag – Frakobling. 
14. dag – Forberedelse til landing. 
15. dag – Landing KSC.

## Nyttelast
Tranquility (Node 3)
Tranquility-modulet er et trykreguleret modul der indeholder opholdsrum, sovepladser og toilet. Modulet er en konstruktion fra den Den Europæiske Rumorganisation bygget til Den Internationale Rumstation. Det er det sidste beboelige modul der bliver transporteret til ISS.
Cupola
Cupola-modulet modulet er ligeledes konstrueret af ESA. Modulet skal primært sikre et godt udsyn fra rumstationen til at arbejde med robotstyrede aktiviteter. Cupola-modulet er bygget som en tilbygning ovenpå Tranquility-modulet .
- Cupola modulet.
- Tranquility tidligere kaldet Node 3

Hovedartikler: